# روي كلايتون
روي كلايتون (بالإنجليزية: Roy Clayton)‏ (18 فبراير 1950 في المملكة المتحدة - ) هو لاعب كرة قدم بريطاني في مركز الهجوم. لعب مع أكسفورد يونايتد ونادي بارنت ونادي كيترينغ تاون ونونيتون بورو ‏ ونادي كوربي تاون ورجبي تاون وWarley County Borough F.C. ‏.

## وصلات خارجية
- روي كلايتون على موقع قاعدة بيانات كرة القدم.إي يو (الإنجليزية)